# 혼초 교차로

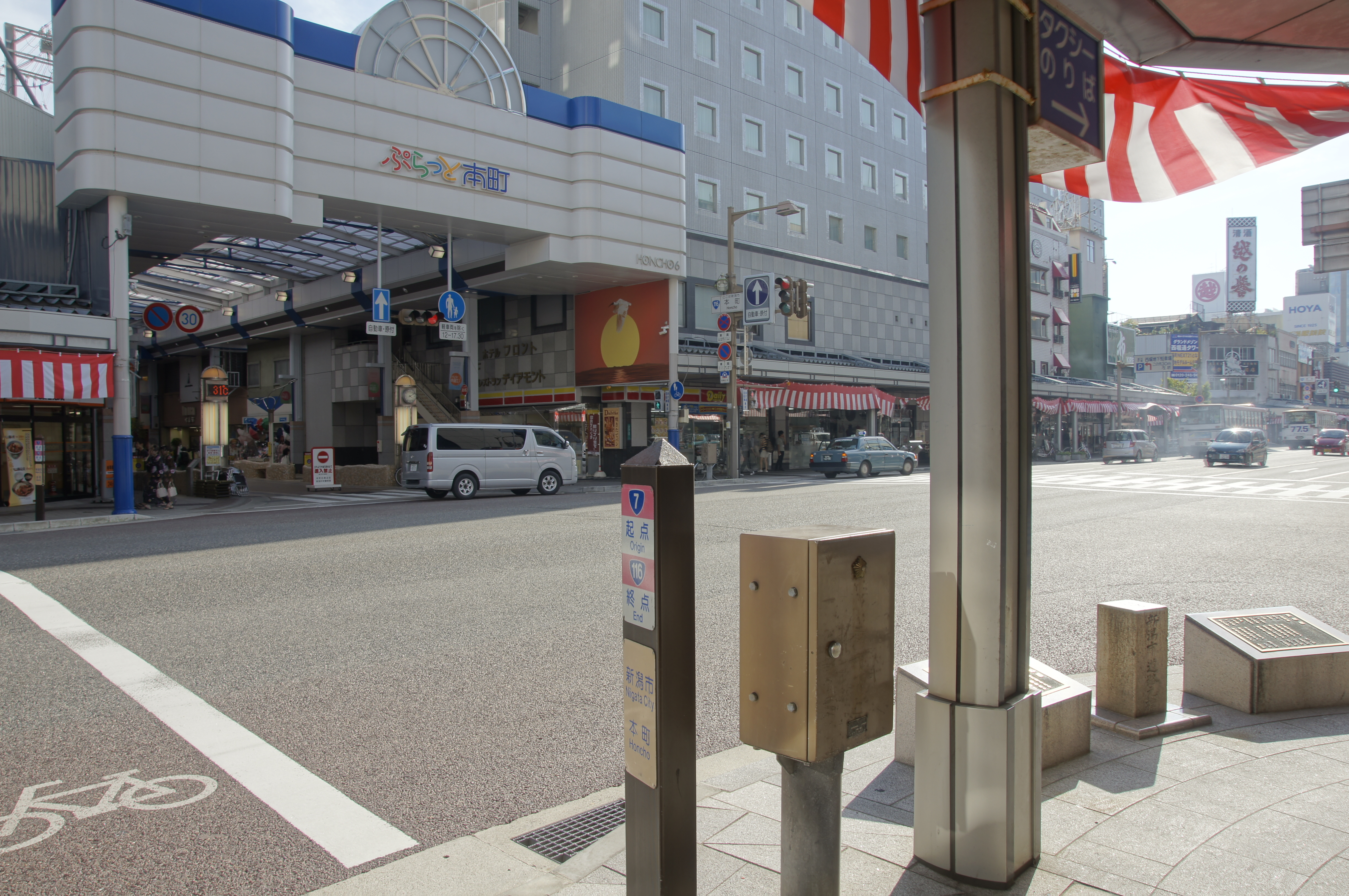
116번 국도 방향이며, 사진 우측의 아랫켠에 도로원표가 보이게 된다. 2011년 8월 7일 촬영

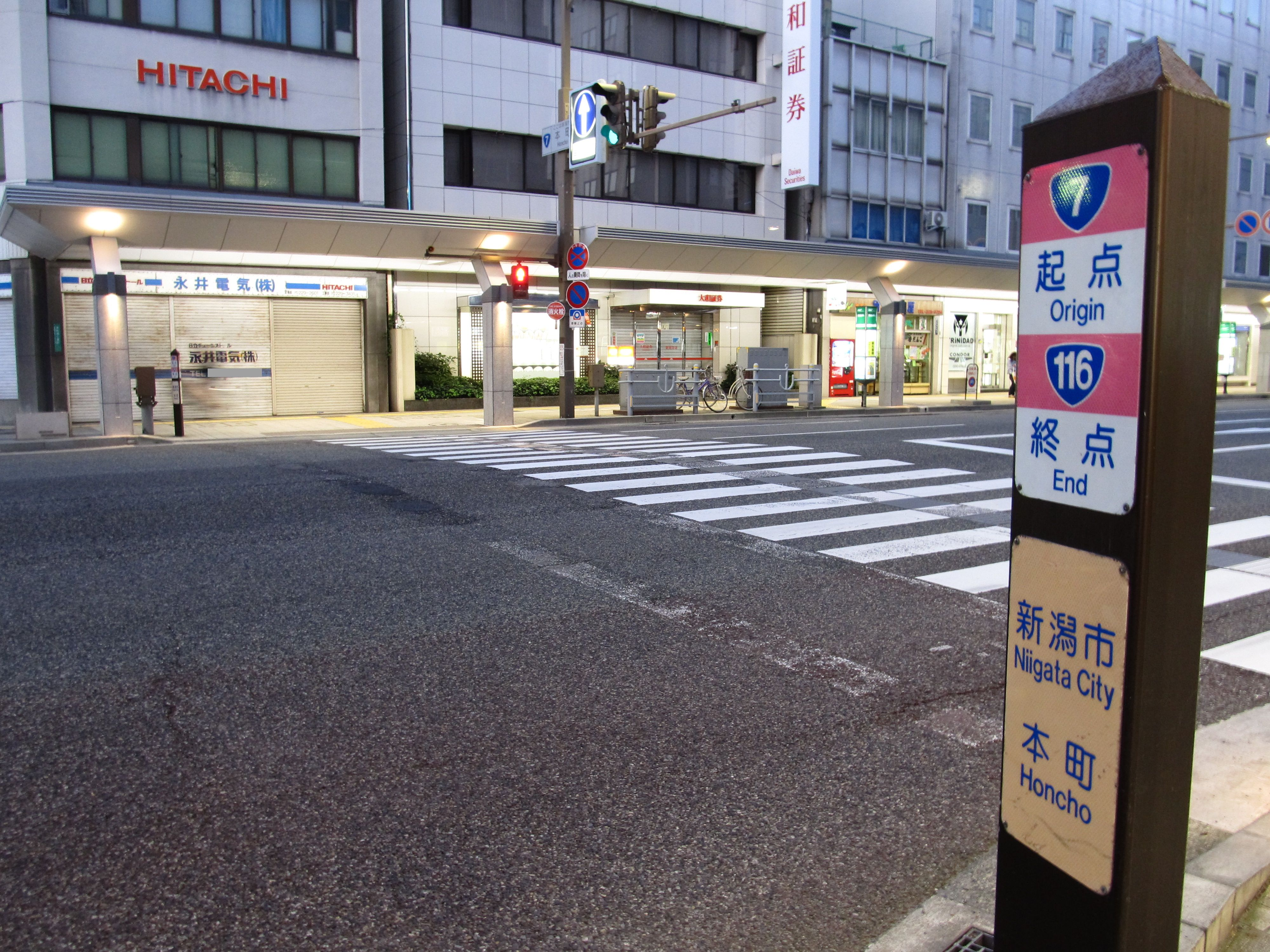
7번 국도의 반다이 교 방면. 2014년 10월 11일 촬영

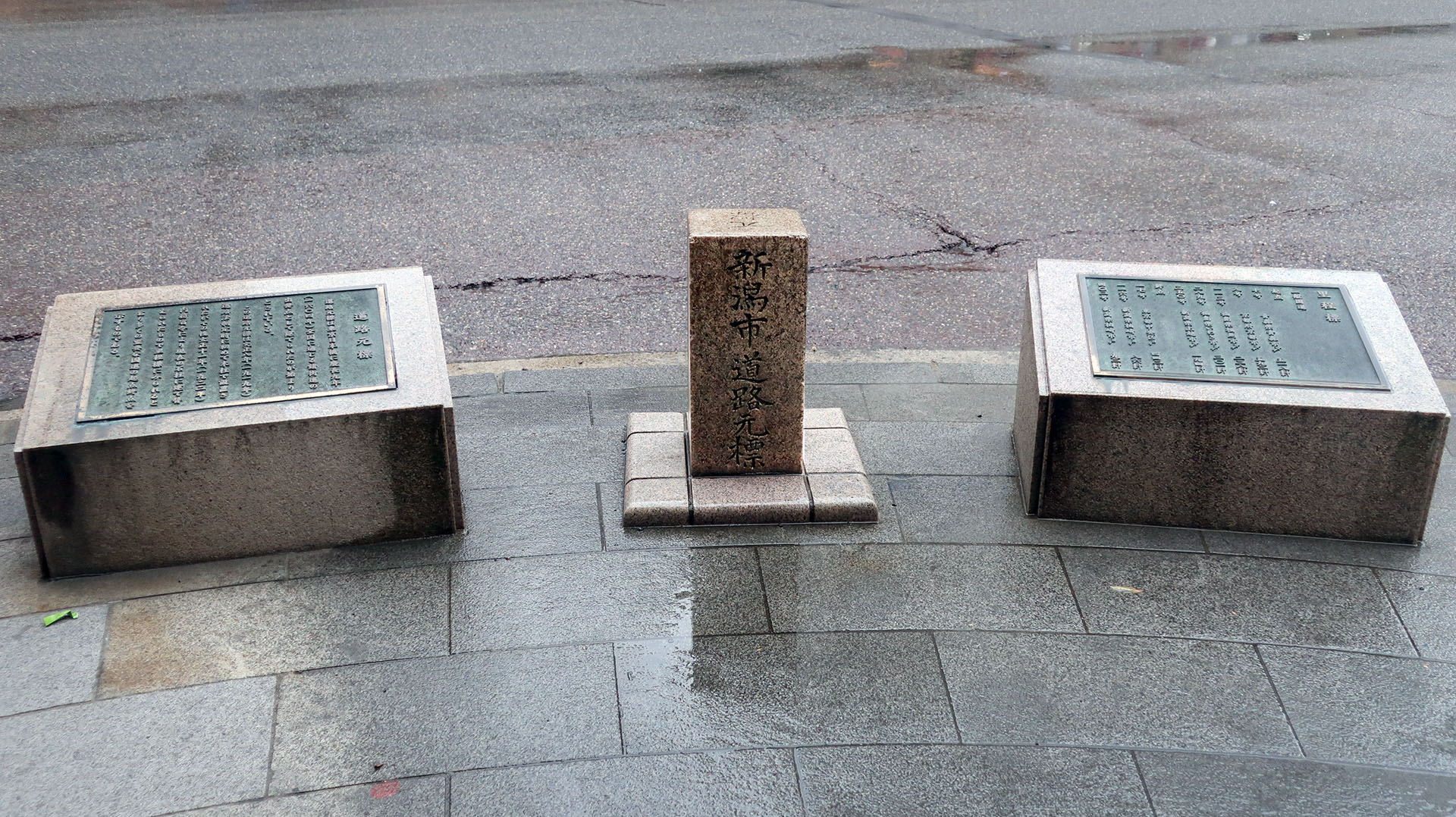
니가타시 도로원표 (2019년 4월 30일 촬영)

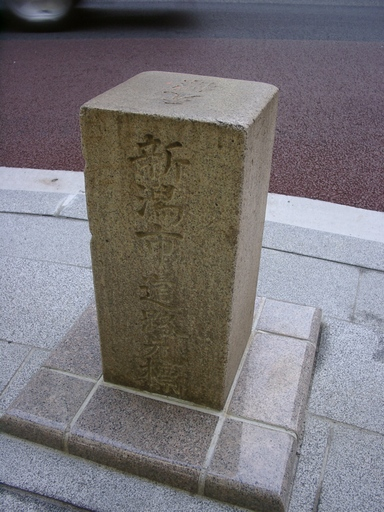
니가타시 도로 원표

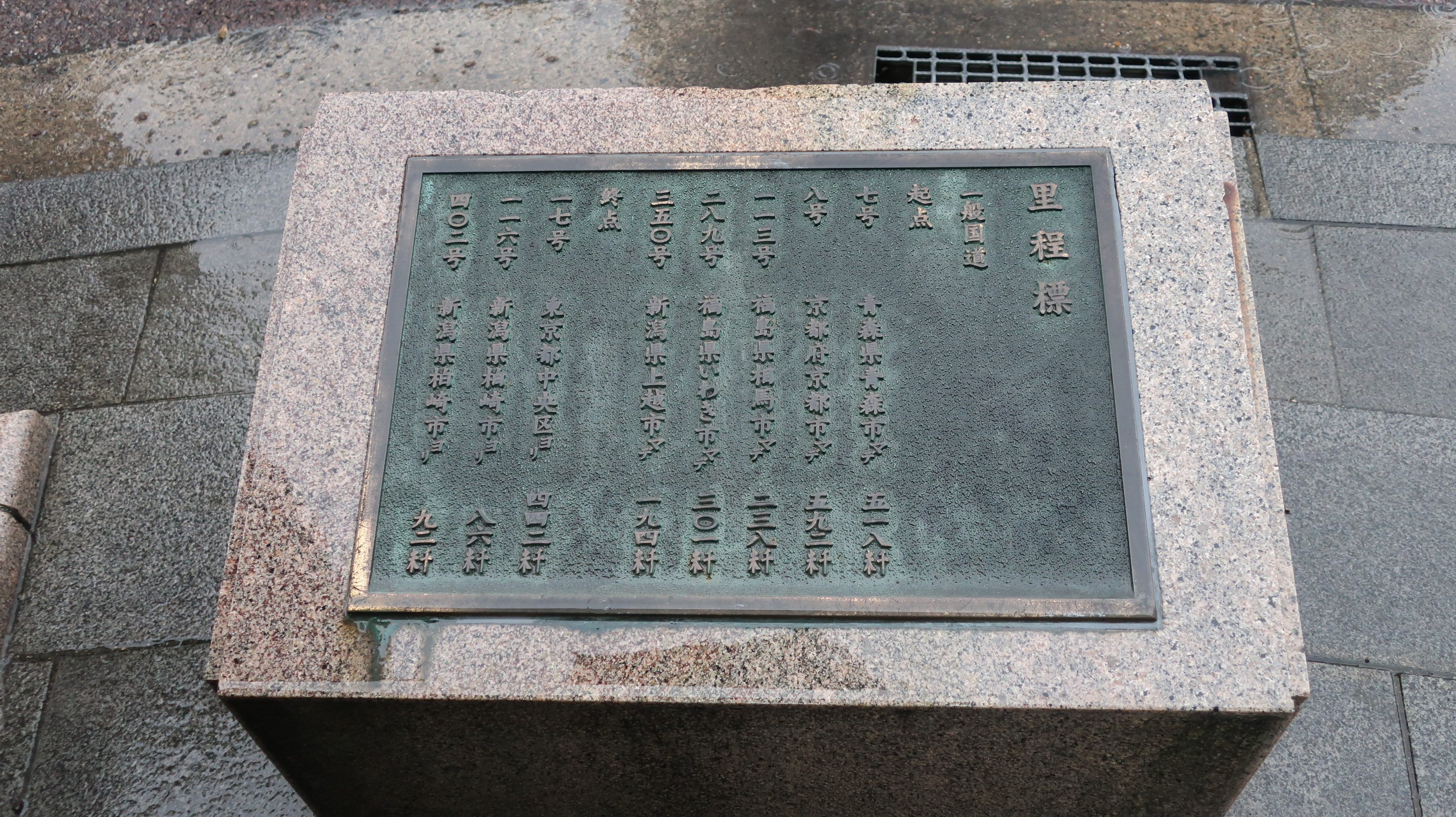
니가타시 도로원표상 이정표. 이 이정표는 국도 8개 노선의 기종점이 표기되어 있다. (2019년 4월 30일 촬영)

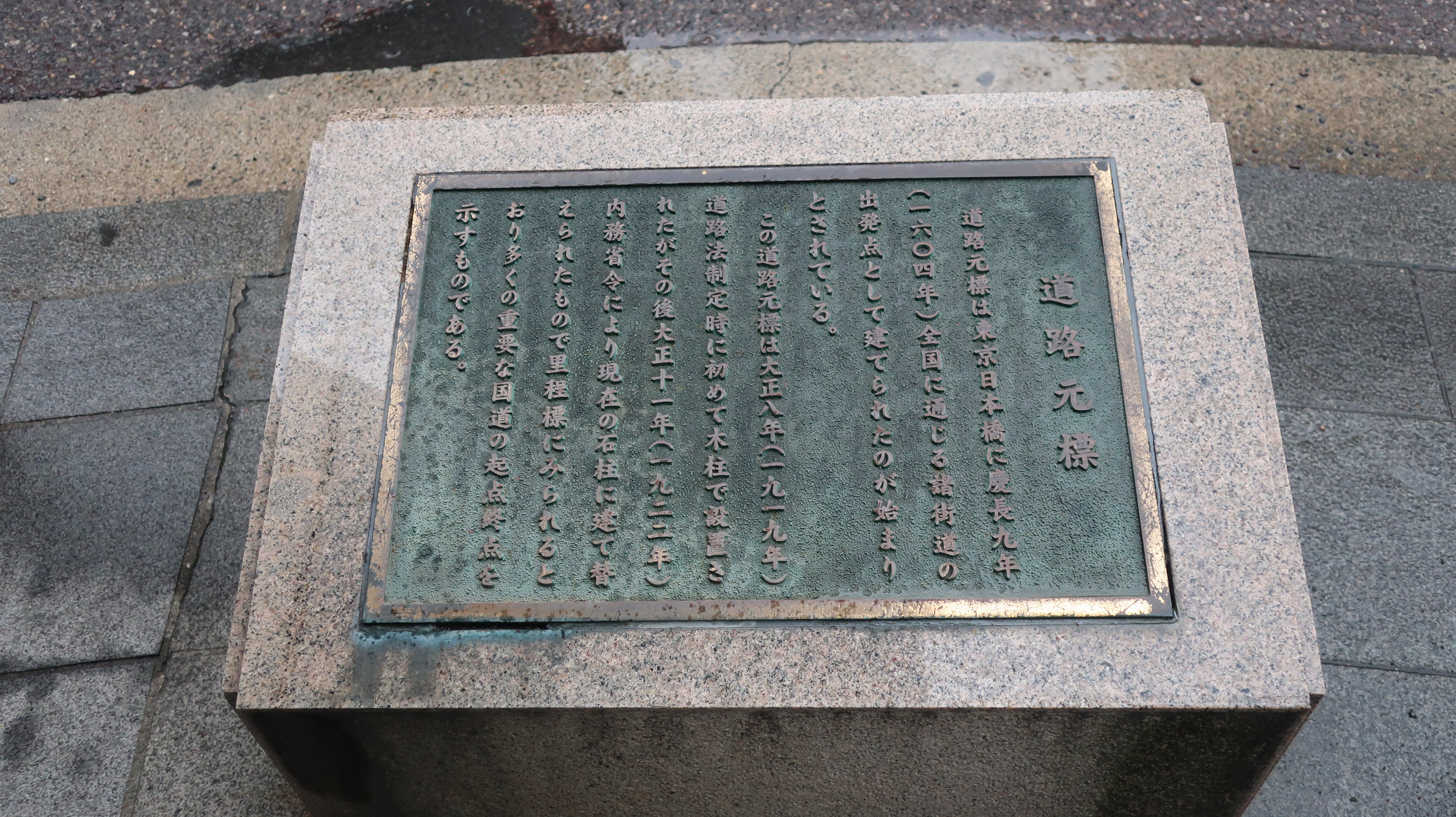
니가타시 도로 원표의 설명 내용. 형식상 내용은 거의 일본어로만 오로지 적혀 있는 특이사항을 둔다. (2019년 4월 30일 촬영)

혼초 교차로(本町交差点 혼쵸우코우사텐[*])는 일본 니가타현 니가타시 주오구에 있는 교차로이다. 이 교차로에는 7·8·17·113·350번 국도 등이 서로 교차하게 되는 것을 필두로 하여, 국도 노선들이 한꺼번에 겹쳐지는 일본 국도 노선상 최다 노선들이 모두 접촉하게 되는 교차로 중의 하나이기도 하다. 또한 8개의 국도 노선들이 한꺼번에 만나는 것과 동시에 니가타현도 제565호선의 기종점을 나타내는 표지판인 도로원표가 설치되어 있다.

## 방위별로 만나는 도로들
- 동부 : 국도 제7호선, 국도 제8호선, 국도 제17호선, 국도 제113호선, 국도 제350호선
- 서부 : 국도 제116호선, 국도 제289호선 (일본)(일본어판), 국도 제402호선 (일본)(일본어판)
- 북부 : 니가타현도 제565호 향토자료관 선
- 남부 : 니가타시도

## 해당 교차로를 기점으로 삼은 국도
- 국도 제7호선 (종점 : 아오모리현 아오모리시)
- 국도 제8호선 (종점 : 교토부 교토시 시모교구)
- 국도 제113호선 (종점 : 후쿠시마현 소마시)
- 국도 제289호선 (종점 : 후쿠시마현 이와키시)
- 국도 제350호선 (사도가섬을 거쳐 니가타현 조에쓰시까지 이어주지만, 해상 국도로 취급)

## 해당 교차로를 종점으로 삼은 국도
- 국도 제17호선 (기점 : 도쿄도 주오구 니혼바시)
- 국도 제116호선 (기점 : 니가타현 가시와자키시)
- 국도 제402호선 (해안선을 경유하고 있으며, 기점은 116번 국도와 동일)

## 같이 보기
- 니혼바시
- 우메다 신도